# Hürth (Gemeinde Halbenrain)
Hürth ist ein Dorf und zugleich eine Katastralgemeinde der Marktgemeinde Halbenrain im politischen Bezirk Südoststeiermark im Bundesland Steiermark in Österreich. Die Ortschaft hat 113 Einwohner (Stand 1. Jänner 2024).

## Geographie
Das Dorf liegt rund fünf Kilometer nördlich vom Hauptort Halbenrain.

## Wirtschaft und Infrastruktur
Hürth ist ein Wohnort, die Wirtschaft ist geprägt von Landwirtschaft und Fremdenverkehr.

### Verkehr
Das Dorf ist über die Landesstraßen L259 und L235 gut erreichbar. Während der Tagstunden verkehrt stündlich ein Bus, der das Dorf mit dem Hauptort Halbenrain der Bezirkshauptstadt Feldbach sowie der Stadtgemeinde Bad Radkersburg verbindet.

## Sehenswürdigkeiten

### Dorfkapelle

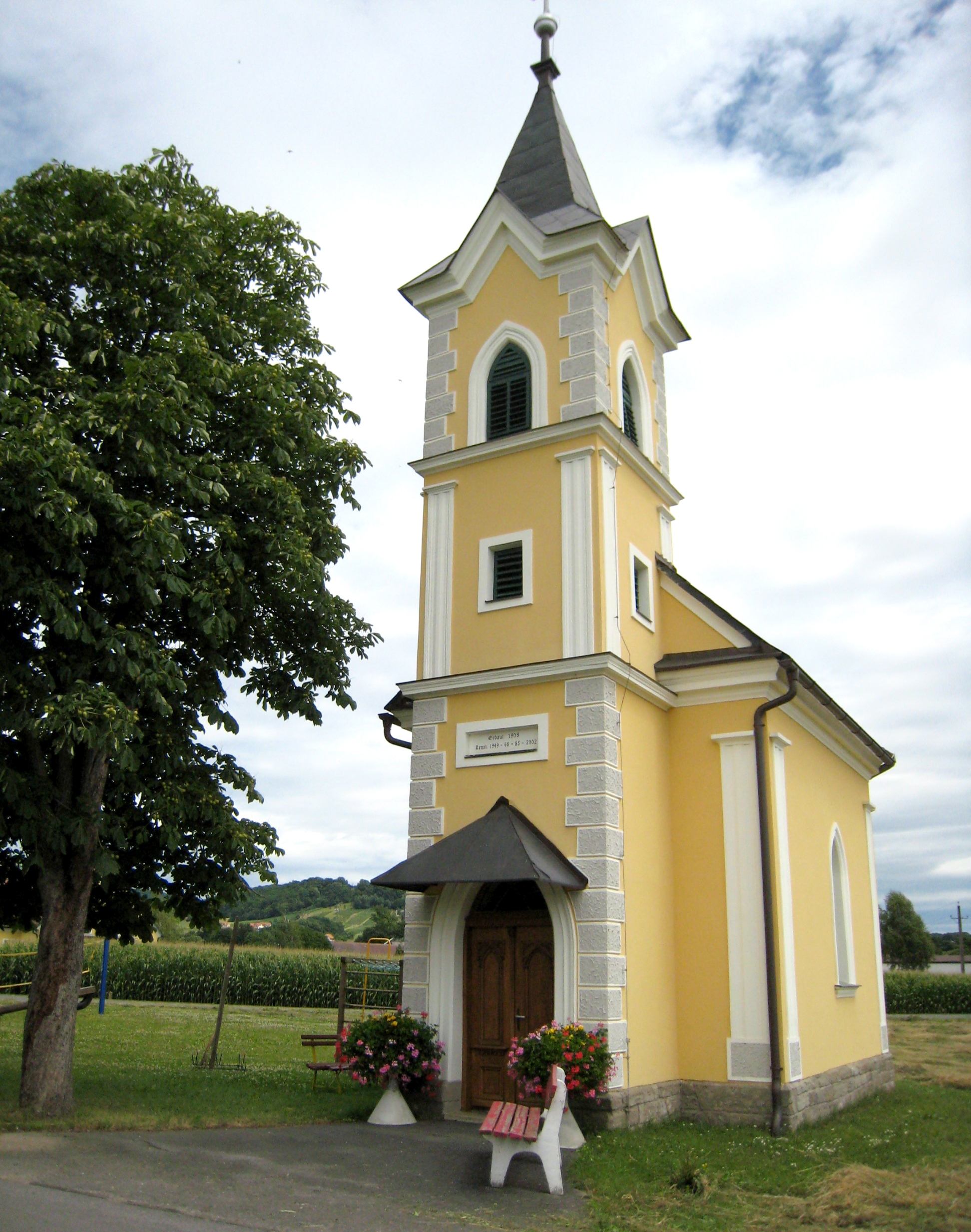
Kapelle in Hürth

Im Mittelpunkt des Dorfes steht die 1908 erbaute Dorfkapelle, die in den Jahren 1949, 1969 und 2009 renoviert wurde. Um den Bau der Kapelle zu ermöglichen, stellte die Familie Pölzl (vlg. Bauernschmied) das notwendige Baugrundstück zur Verfügung. In der Dorfkapelle finden bis heute regelmäßig Messen statt. Besonders traditionell ist das Felderbeten im Frühjahr sowie die Feuerwehrmesse mit Weinsegnung, die jährlich am 27. Dezember gefeiert wird.

## Geschichte
Die beiden Ortsteile Hirt und Hüttenberg wurden erstmals 1822 als eigenständige Gemeinden erwähnt. Im Jahr 1878 sprach man bereits von der Katastralgemeinde Hürth, zu der auch die Ortschaft Hürtherberg gehörte. Bis zur Gemeindereform 1965 war Hürth die flächenmäßig größte Gemeinde im Bezirk Radkersburg.
Im Zuge der Gemeindereform wurde die Gemeinde Hürth aufgeteilt. Die damaligen Ortsteile Hürtherberg, Röhrl, Seindl und Zaraberg kamen zur Gemeinde Klöch und bilden dort zusammen mit Süßegg die Ortschaft Klöchberg. Das verbleibende Gemeindegebiet mit der Ortschaft Hürth wurde Teil der Gemeinde Halbenrain.

## Freizeit und Sicherheit

### Gemeinschaftliches Bauerngut
Bis heute verfügt das Dorf über ein gemeinsames Bauerngut, das aus zwei Wiesen und einem Wald besteht. Die Verwaltung dieser Liegenschaften sowie die Vorbereitung der Messen in der Kapelle obliegen dem jährlich wechselnden „Gmoarichter“.

### Hürther Dorfjugend
Die Hürther Dorfjugend spielt eine zentrale Rolle bei der Pflege der Traditionen des Ortes. Sie setzt sich aus jugendlichen Dorfbewohnern zusammen, die verschiedene Brauchtumspflegeaktivitäten organisieren. Dazu gehören das Maibaumaufstellen, der Pfingstbrauch sowie der Nikolausbesuch.

### Freiwillige Feuerwehr Hürth
Die Freiwillige Feuerwehr Hürth wurde 1948 gegründet und ist für Brandeinsätze sowie kleinere Technische Einsätze ausgestattet. Seit 1998 ist das Kleinlöschfahrzeug des Aufbauers Rosenbauer im Einsatz. 2009 wurde das neue Rüsthaus eingeweiht. Seit 2012 steht HBI Arthur Scheucher als Kommandant an der Spitze der Wehr. 2022 wurde OBI Erich Decker zu seinem Stellvertreter gewählt. Seit 2024 ist die Wehr Stützpunktfeuerwehr für Menschenrettung und Absturzsicherung. Die Feuerwehr hat 55 Mitglieder (Stand 26. Oktober 2024).

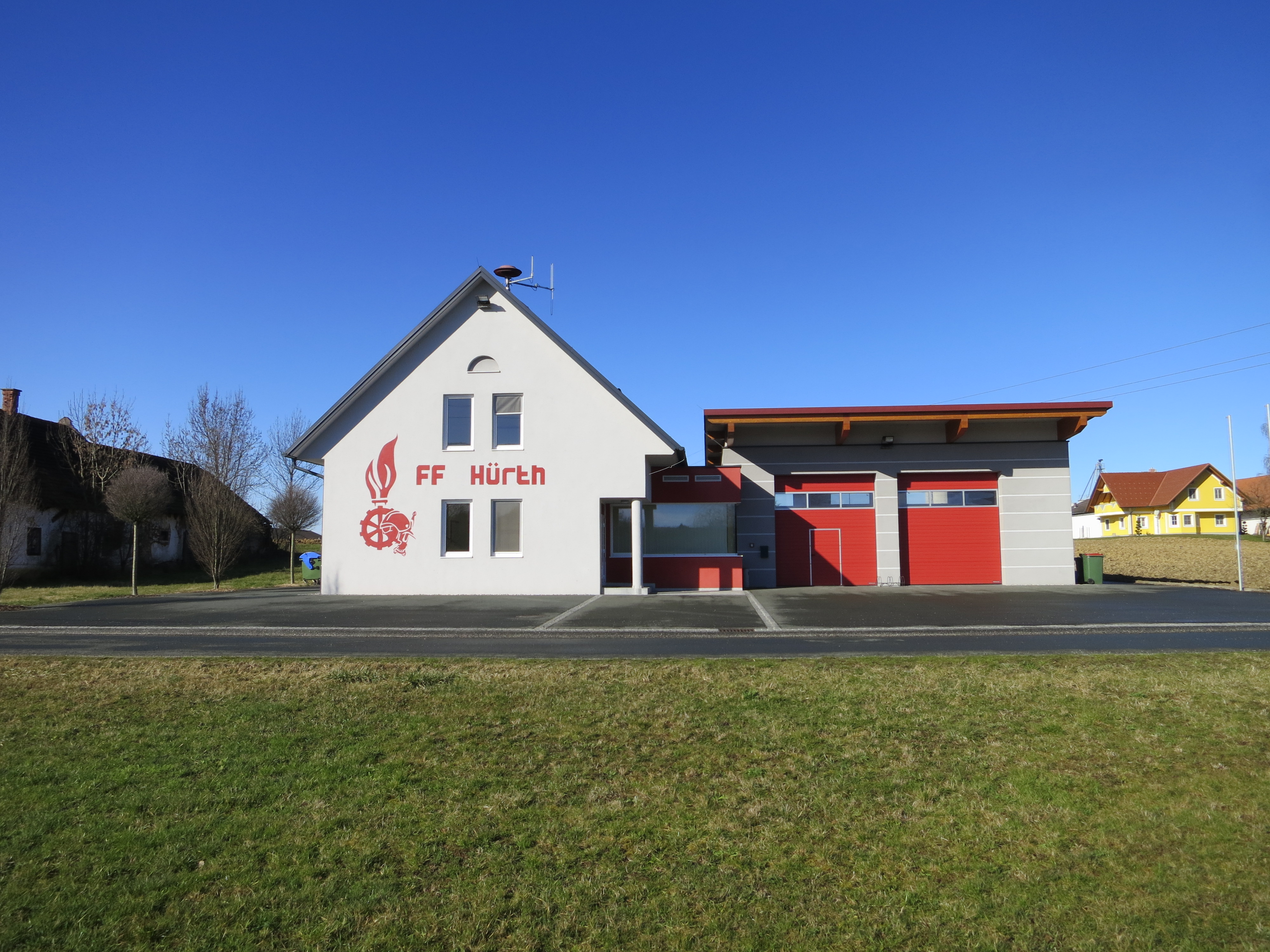
Rüsthaus der Freiwilligen Feuerwehr Hürth

#### Kommandanten seit der Gründung
- 1948–1952: HBI Anton Kern
- 1952–1966: HBI Heinrich Fischer sen.
- 1966–1979: HBI Franz Pölzl
- 1979–1995: HBI Josef Großschädl sen.
- 1995–2000: HBI Siegfried Klöckl
- 2000–2012: HBI Manfred Moder[6]
- ab 2012: HBI Arthur Scheucher[6]

## Politik

### Bürgermeister der Katastralgemeinde Hürth
- 1945–1947: Leopold Weiß[2]
- 1947–1964: Gabriel Holzmann[2]

### Vertreter der Katastralgemeinde im Gemeinderat der Marktgemeinde Halbenrain
- 1965–1969: Ferdinand Minauf (ÖVP)
- 1975–1995: Heinrich Fischer sen. (ÖVP)
- 1985–1985: Anton Tschiggerl (Bürgerliste)
- 1995–2005: Richard Tschiggerl (ÖVP)
- 2005–2020: Heinrich Fischer jun. (ÖVP)
- ab 2020: Markus Fischer (ÖVP)